# Никлен, Пол
Пол Никлен (англ. Paul Nicklen; род. 21 июля 1968) — канадский фотограф, режиссёр и морской биолог.Пол Никлен - канадский фотограф, режиссер и морской биолог, который документировал красоту и тяжелое положение нашей планеты более двадцати лет. Работая фотографом в журнале National Geographic, Никлен захватывает воображение мировой аудитории.
Никлен обладает уникальной квалификацией для создания своей марки документальной фотографии, которая информирует и создает эмоциональную связь с дикими предметами в экстремальных условиях. Его работы переносят зрителей в подводное царство, свидетелями которого мало кто является. Чувствительные и запоминающиеся образы Никлена были удостоены более 30 высших наград, присуждаемых любым фотографом в его области, включая звание «Фотограф года дикой природы BBC» и престижную награду World Press Photo за фотожурналистику.
Он также признан природоохранным сообществом за его откровенную работу и был награжден премией BioGems Visionary Совета по защите природных ресурсов. Совсем недавно Никлен получил почетную степень доктора философии в Университете Виктории за влияние, которое его фотографии оказали на изменение климата.
Никлен - не только один из самых известных в мире фотографов природы, но и востребованный спикер, легенда TED Talks, автор и научный сотрудник National Geographic. В последние два десятилетия Пол сотрудничал с учеными, режиссерами, защитниками природы и исследователями, чтобы повысить осведомленность и побудить к действиям по глобальным проблемам, таким как изменение климата.
Как соучредитель некоммерческой организации  SeaLegacy  Пол Никлен открывает новую прогрессивную главу в истории сохранения океана. Благодаря визуальному повествованию Sea Legacy вдохновляет миллионы людей встать и высказаться в защиту нетронутых мест, которым угрожает изменение климата.

## Карьера
Никлен автор многих фотографий для журнала Национального географического общества. Также является сотрудником International League of Conservation Photographers (Международной Лиги фотографов охраняющих природу, ILCP). Основные экспонаты его работы включают «Экстремальное воздействие» в «Анненбергском фотопространстве» в Лос-Анджелесе, штат Калифорния.
В 2006 году в полярной экспедиции, посвященной съемкам морского леопарда, одна из самок пыталась за ним ухаживать, принося ему сначала живых, потом мертвых пингвинов. Как пишет автор: «…она поняла, что я просто бесполезный хищник в её океане и, вероятно, умру от голодной смерти. Думаю, что она совсем запаниковала, и решила показать мне, как едят пингвинов.»
Никлен является учредителем SeaLegacy Архивная копия от 3 февраля 2022 на Wayback Machine, организации, которая использует фотографию и визуальные истории для работы над охраной океана.
В апреле 2017 года, Пол Nicklen открыл галерею Пола Никлена Архивная копия от 28 декабря 2018 на Wayback Machine в Сохо, Нью-Йорк, для фотографов и других художников любящих и охраняющих природу.                                   Пол Никлен живет искусством, целеустремленностью и приключениями, сочетая карьеру фотографа в  журнале National Geographic  и основателя своего собственного общества охраны природы SeaLegacy. Помимо того, что Пол является одним из самых известных в мире фотографов природы, он также является известным полярным специалистом, спикером, автором, защитником природы, научным сотрудником National Geographic и постоянным автором  журнала National Geographic Magazine,  на сегодняшний день подготовившим 20 историй. Он получил более 30 высших наград, присуждаемых любому фотографу в своей области, включая звание фотографа года BBC Wildlife Photographer of the year и престижную награду World Press Photo за фотожурналистику. Павел написал несколько книг , включая  сезоны Арктики ,  медведь , Spirit of the Wild ,  Polar Obsession  и его новейшая монография,  Born to Ice .

## Награды
Nicklen получил награды Международном конкурсе «Pictures of the Year International», Communication Arts, и конкурса «Би-би-си Дикая природа, фотограф года».
Награды:
- World Press Photo First Prize, Nature Stories 2003[8]
- World Press Photo First Prize, Nature Stories 2006[9]
- World Press Photo Second prize, Nature Stories 2007[10]
- World Press Photo Third Prize, Nature Stories 2007[11]
- World Press Photo First Prize, Nature Stories 2009[12]

## Награды и достижения

#### Премия World Press Photo 2013
Первый приз, Природные истории

#### Фотограф года дикой природы 2012
Veolia Environment
BBC Wildlife and Natural History Museum
15 премий
Музей естественной истории и BBC Wildlife

#### Премия BioGems Visionary 2012
для арктической фотографии

#### Премия World Press Photo 2010
Первый приз, Природные истории

#### Награда за совершенство 2010
Международный конкурс картин года
«Остров Воскресения»

#### Награда за совершенство 2009
Фотографии года - Международный конкурс
«Шпицберген, Норвегия - Арктика в зоне риска»

#### Премия World Press Photo 2008
Второй приз

#### Премия World Press Photo 2007
Первый приз, Природные истории

#### Премия World Press Photo 2004
Первый приз, Природные истории

#### Премия за заслуги в жизни
Университет Виктории, Британская Колумбия

## Статьи в журналах
- National Geographic South Georgia (December 2009)[13]
- National Geographic Svalbard (April 2009)[14]
- National Geographic Sailfish (September 2008)[15]
- National Geographic Hunting Narwhals (August 2007)[16]
- National Geographic Vanishing Sea Ice (June 2007)[17]
- National Geographic Leopard Seals (November 2006)[18]
- National Geographic Where Currents Collide (August 2006)[19]

## Книги
- Seasons of the Arctic — 2000, Sierra Club Books, San Francisco
- Polar Obsession — 2009, National Geographic Society
- Bear-Spirit of the Wild — 2013, National Geographic Society